# Ochrosia borbonica
Pour les articles homonymes, voir Bois jaune.
Espèce
Classification phylogénétique
Statut de conservation UICN

 EN A1c+2ce : En danger
Ochrosia borbonica est une espèce d'arbre de la famille des Apocynacées endémique de l'île Maurice et de l'île de La Réunion, dans l'océan Indien.
Bois jaune est son nom vernaculaire.
Elle est protégée au titre de l'arrêté ministériel du 6 février 1987.